# Григорово (Новгородський район)
Григорово (рос. Григорово) — присілок в Новгородському районі Новгородської області Російської Федерації.
Населення становить 4881 особу. Входить до складу муніципального утворення Єрмолинське сільське поселення.

## Історія
Від 2004 року входить до складу муніципального утворення Єрмолинське сільське поселення.

## Населення
| 2010 |
| ---- |
| 3330 |